# Берсо
Берсо́ (фр. berceau — люлька, колыбель) — садово-парковое сооружение, галерея, проход, образованный вертикальными стенками типа трельяжа для вьющихся растений и сводчатым перекрытием, напоминающим перевёрнутую люльку (отсюда название). Такие крытые аллеи, в прохладной тени которых гуляли дамы и кавалеры, наряду с другими причудами, появились во французских парках регулярного стиля второй половины XVII века, в частности в знаменитом парке Версаля, а затем получили распространение и в пейзажных парках XVIII столетия. Прототипом берсо XVIII века являются зелёные туннели садов позднего Средневековья и эпохи Возрождения, которые создавали из упругих ивовых прутьев — молодые побеги соединяли вверху и они образовывали подобие живого зелёного туннеля.
Берсо напоминает перголу, но её отличает сводчатость. В конце крытой аллеи обычно помещали беседку. Берсо были временными сооружениями, но их изображения сохранились в гравюрах и акварелях, например в работах русских художников объединения «Мир искусства»: А. Н. Бенуа и К. А. Сомова, воспевавших ушедшую красоту восемнадцатого столетия.
В подмосковной усадьбе «Архангельское» в начале XIX века, берсо были выполнены из деревянных конструкций и обсажены липой мелколистной, которая специальным образом формовалась и подвязывалась к конструкциям. В XX веке в 80-е годы была проведена комплексная реставрация парка, при которой часть берсо были восстановлены.